# Landarbejderhuset fra Englerup (Frilandsmuseet)
Landarbejderhuset fra Englerup er et hus på Frilandsmuseet. Huset stod oprindelig i landsbyen Englerup vest for Roskilde. Huset blev bygget som landarbejderbolig i starten af 1800-tallet.
Huset fra Englerup lå mellem Roskilde og Holbæk og var fæstehus under Ryegård, hvor manden i huset havde arbejde. Huset blev skænket til museet i 1946 og åbnet i 1951, til museets 50-års jubilæum. Huset skal vise egnens byggeskik, men endnu vigtigere, give et indtryk af hvordan en landarbejderfamilie under en herregård kunne indrette sin bolig omkring år 1900. 
Efter de store landboreformer i slutningen af 1700-tallet, blev mange gårde solgt til selveje og bønderne blev fri for, eller betalte sig fra, fæstearbejdet. Det betød, at godsejernes egne marker skulle drives på en anden måde. De fleste godsejere byggede derfor landarbejderboliger, med kun ganske lidt eller ingen jord, til de landarbejdere som arbejdede på godserne. Landarbejderne fik løn for deres arbejde og betalte leje for at bo i huset.

## Bygningen
Huset er på sjællandsk vis kalket over stok og sten, dvs. over både bindingsværk og tavl. I huset er anvendt to forskellige måder at samle bindingsværket på. Den ene er ved hjælp af tappe, dvs. at enden af det ene tømmerstykker er hugget til, så det passer ind i et hul i det andet stykke. Den anden metode er bladning, hvor et tømmerstykke er lagt i en forsænkning i siden af det andet tømmerstykke.  Denne blanding af måder at samle tømmer på, er helt særligt for dette hus og skyldes at Englerup ligger i en overgangszone mellem to områder på Sjælland, der har haft hver sin form for tømrerteknik; mod nord har bladning været dominerende og mod syd har tapning være det almindelige. 
Andre træk på huset fra Englerup går igen i andre sjællandske huse på museet, f.eks. at dække ydervæggene med tagrør for at lune og hindre at regn og tagdryp vaskede leret ud af de klinede vægge. Tang på tagryggen skyldes, at der ikke er langt til den inderste vig af Isefjorden hvor man kunne samle tang, som i øvrigt også kunne bruges til udfyldning af gavle, til diger eller gødning.

## Rummene
Husets ældste dele er fra 1800-tallets begyndelse. Det er indrettet som det så ud omkring 1900, hvor husets sidste beboere Ole og Sophie Larsen boede der. Tiden er valgt fordi enken og børnene til den sidste beboer af huset, overlod så at sige alle de ting til museet, der havde stået i stuen.  Nogle af møblerne stammer fra husmandens forældres bryllup i 1884 og nogle er formodentlig gaver til Sophie for lang og tro tjeneste fra herskabet på Ryegård. Et billede af godsejeren som hænger på væggen, kunne tyde på en form for hengivenhed, som det kunne trives i et gammeldags patriarkalsk forhold. 
Efter sjællandsk skik ligger køkkenet inde i husets skorsten, og man træder direkte ind i det fra forstuen. I forstuen står også en kiste til opbevaring af tøj og tekstiler. Den lille dagligstue var både til at arbejde, hygge og sove i og rummer således et bordarrangement, en stor seng og et klædeskab. Huset fremstår med den gennemgribende modernisering som skete i 1900; der kom bræddegulv i stuen og en stor kogekakkelovn inde i stuen i stedet for bilæggerovnen.  Der er polstrede og finerede møbler, nips, petroleumslamper, potteplanter, gardiner og andre tekstiler. Det er blevet en ydmyg men ”moderne” bolig. Landarbejderhuset viser ikke lutter social elendighed. Beboerne har tilhørt den del af landarbejderne med fast bopæl og formodentlig rimeligt fast arbejde på herregården. Det har været en absolut tålelig tilværelse selvom de hørte til den lavest betalte del af befolkningen. 
Bag stuen ligger et lille bitte forrrådskammer og bryggers med stengulv. Udlængerne rummer en lille lade med logulv og en stald, hvor der netop er plads til en ko med en kalv og en flok høns.
Bag huset ligger et lille grisehus. Landarbejderen opfedede grise, som dels blev brugt i husholdningen, og dels blev slagtet til videresalg - en af de mange sideindtægter, der skulle til for at få hverdagen til at hænge sammen. I landarbejderhuset ville nok også være blevet dyrket grøntsager til eget forbrug.